# Thomas Heatherwick
Thomas Heatherwick (né le 17 février 1970) est un artiste et designer anglais, connu pour son utilisation innovante de l'ingénierie et des matériaux dans les sculptures et les monuments publics. Il est à la tête du Heatherwick Studio, fondé en 1994.
Il est notamment à l'origine du B of the Bang.

## Projets

### Vessel
En 2016, Heatherwick a dévoilé la conception de la structure du Vessel de l'Hudson Yards' Public Plaza à New York. La structure se présente sous la forme d'un réseau d'escaliers imbriqués que les visiteurs peuvent monter, et sa conception s'inspire des anciens escaliers de l'Inde. Elle compte 2 500 marches sur 154 volées d'escalier, soit l'équivalent de 15 étages et elle compte 80 paliers d'observation. La construction a débuté en avril 2017 et a ouvert au public le 15 mars 2019. Après que quatre personnes se sont suicidées en se jetant dans le vide depuis le Vessel, le bâtiment a fermé en 2021.

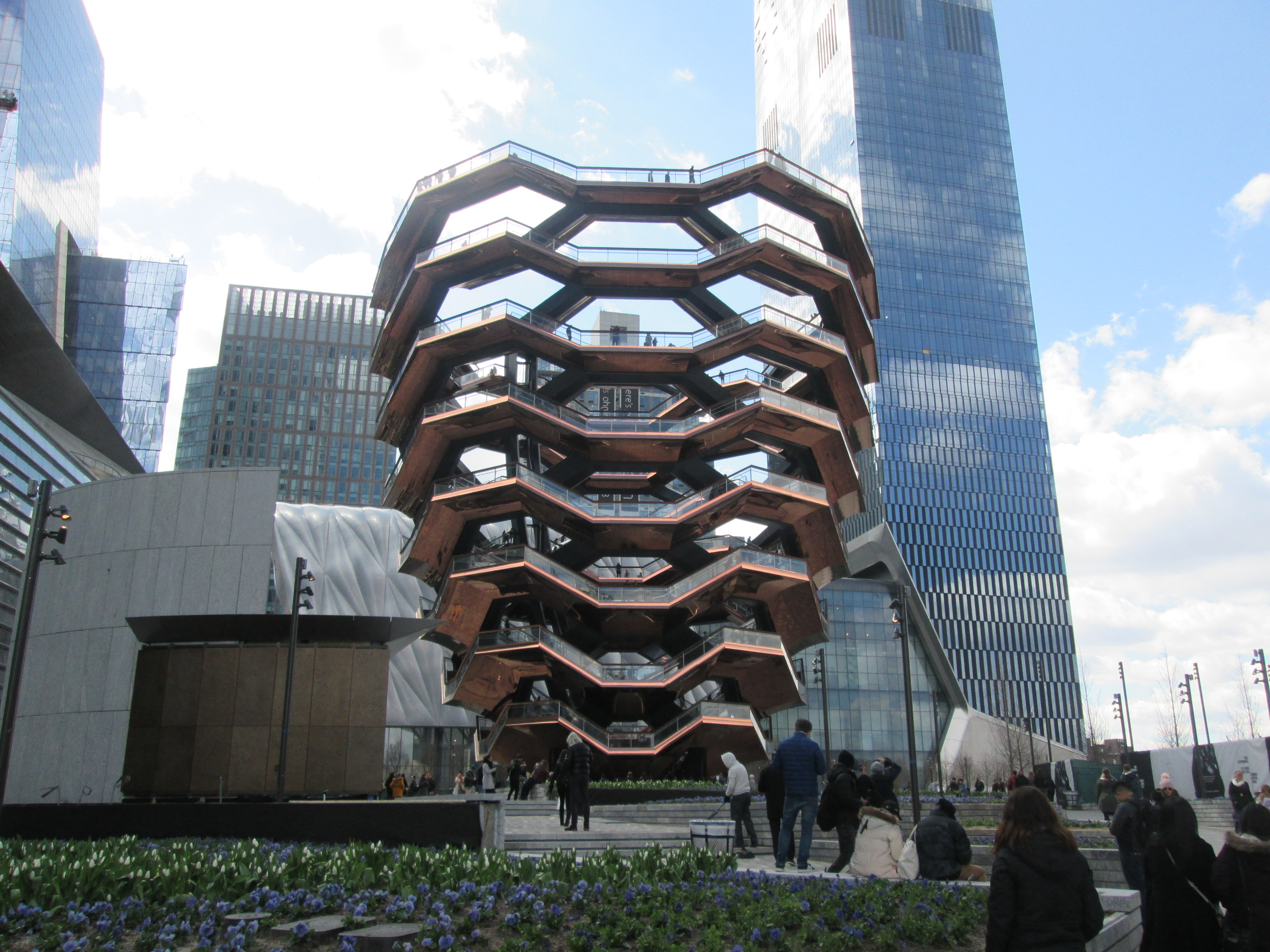
Le Vessel à New York

## Voir aussi

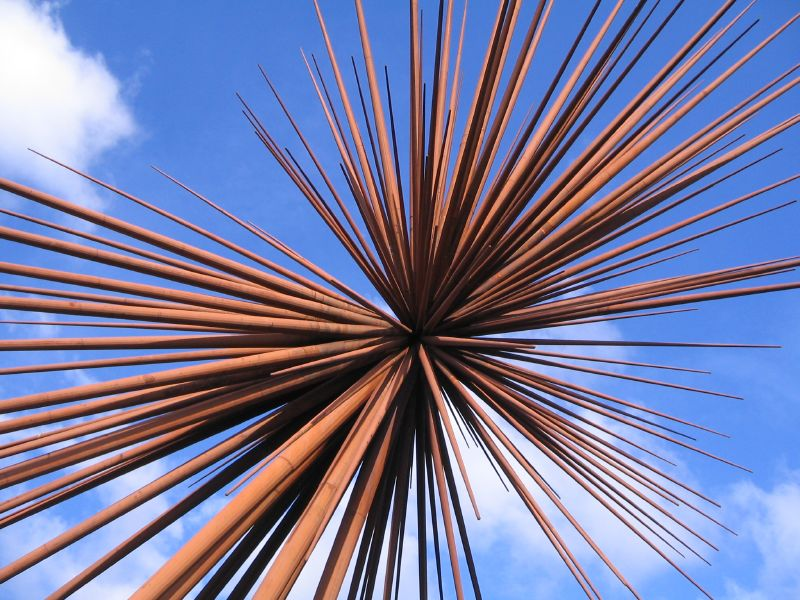
Le B of the Bang, à Manchester.